# Canton de Villé
Le canton de Villé est une ancienne division administrative française, située dans le département du Bas-Rhin, en région Grand Est. Il correspond géographiquement à la vallée de Villé.
Par le décret du 18 février 2014, le canton est supprimé à compter des élections départementales de mars 2015. Il est englobé dans le canton de Mutzig.

## Composition
Le canton de Villé groupait 18 communes :
- Albé : 472 habitants
- Bassemberg : 265 habitants
- Breitenau : 307 habitants
- Breitenbach : 698 habitants
- Dieffenbach-au-Val : 618 habitants
- Fouchy : 660 habitants
- Lalaye : 439 habitants
- Maisonsgoutte : 828 habitants
- Neubois : 659 habitants
- Neuve-Église : 624 habitants
- Saint-Martin : 348 habitants
- Saint-Maurice : 366 habitants
- Saint-Pierre-Bois : 726 habitants
- Steige : 589 habitants
- Thanvillé : 591 habitants
- Triembach-au-Val : 460 habitants
- Urbeis : 309 habitants
- Villé (chef-lieu) : 1 848 habitants

## Représentation

### Conseillers généraux de 1833 à 1871 et de 1919 à 2015
| Période               | Identité                                             | Parti                    | Qualité |
| --------------------- | ---------------------------------------------------- | ------------------------ | --- |
| 1833-1842 (décès)     | Vicomte-Baron Bertrand-Pierre de Castex              | Royaliste modéré         | Lieutenant-général, député (1824-1827) Propriétaire à Thanvillé                                                                                                   |
| 1842-1848             | Comte Léonce Hallez-Claparède                        |                          | Inspecteur des Finances Député (1844-1848, 1852-1863, 1864-1869)                                                                                                  |
| 1848-1852 (démission) | François-Félix de Dartein                            | Légitimiste              | Agronome, avocat, rentier à Strasbourg |
| 1852-1857 (décès)     | Jean-Baptiste Jonnart                                |                          | Maître des requêtes au Conseil d'État Directeur des douanes et des contributions indirectes                                                                       |
| 1857-1870 (décès)     | Comte Léonce Hallez-Claparède                        | Ind.                     | Ancien Maître des requêtes au Conseil d'État Député (1844-1848, 1852-1863, 1864-1869)                                                                             |
| 1871-1919             | occupation allemande                                 |                          | |
| 1919-1924 (décès)     | Marie-François de Castex (petit-fils de B.de Castex) |                          | Propriétaire à Thanvillé |
| 1924-1925             | Alphonse Schott                                      | URD                      | Docteur en médecine à Sélestat |
| 1925-1940             | Alfred Oberkirch                                     | URD                      | Médecin Député (1919-1942 et 1945-1946) Sénateur (1946-1947) Ancien sous-secrétaire d'Etat (1928, 1929 et 1930) Ancien conseiller général du canton de Wasselonne |
|                       |                                                      |                          | |
| 1945-1961             | Paul Haubtmann (1902-1972)                           | DVD-RPF puis RS puis DVD | Médecin Maire de Villé (1959-1965) |
| 1961-1973             | Jean-Louis Guiot                                     | UNR puis UDR             | Ingénieur, exploitant forestier et de scierie à Fouchy Maire de Lalaye (1955-1989)                                                                                |
| 1973-1992             | Jean-Marie Caro                                      | CD puis UDF-CDS          | Administrateur au Conseil de l'Europe Député de 1973 à 1993 |
| 1992-2011             | René Haag                                            | DVD puis UMP             | Professeur de collège maire de Neuve-Église |
| 2011-2015             | Frédérique Mozziconacci                              | SE puis UDI              | Enseignante Conseillère municipale de Villé Elue en 2015 dans le Canton de Mutzig                                                                                 |

### Conseillers d'arrondissement (de 1833 à 1871 et de 1919 à 1940)
| Période                                  | Période      | Identité       | Étiquette | Qualité |
| ---------------------------------------- | ------------ | -------------- | --------- | --- |
| 1833                                     | 1845         | M. Cuny        |           | Propriétaire à Saint-Martin                                                                                 |
| 1845                                     | 1848         | M. Delabrosse  |           | Notaire à Villé                                                                                             |
|                                          |              |                |           | |
| 1934                                     | 1936 (décès) | Isidore Bailly |           | Menuisier, maire de Steige                                                                                  |
| 1934                                     | 1940         | Jean Reibel    |           | Propriétaire à Saint-Pierre-Bois                                                                            |
| 1936                                     | 1940         |                |           | |
| 1940                                     |              |                |           | Les conseils d'arrondissement ont été suspendus par la loi du 12 octobre 1940 et n'ont jamais été réactivés |
| Les données manquantes sont à compléter. |              |                |           | |

## Démographie
| 1962  | 1968  | 1975  | 1982  | 1990  | 1999  | 2006   | 2011   | 2012   |
| ----- | ----- | ----- | ----- | ----- | ----- | ------ | ------ | ------ |
| 8 478 | 8 623 | 8 839 | 8 922 | 9 092 | 9 768 | 10 392 | 10 819 | 10 827 |